# Montours
Montours (tiếng Breton: Montourz, Gallo: Montórs) là một xã của tỉnh Ille-et-Vilaine, thuộc vùng Bretagne, miền tây bắc nước Pháp.

## Dân số
Người dân ở Montours được gọi là Montourois.
| Năm | 1962 | 1968 | 1975 | 1982 | 1990 | 1999 | 2005 |
| --- | ---- | ---- | ---- | ---- | ---- | ---- | ---- |
| Dân số | 1088 | 1040 | 940  | 807  | 810  | 806  | 824  |
| From the year 1962 on: No double counting—residents of multiple communes (e.g. students and military personnel) are counted only once. |      |      |      |      |      |      |      |